# Denis Krivoshlykov
Denis Ivanovich Krivoshlykov (em russo:  Денис Иванович Кривошлыков; Moscou, 10 de maio de 1971) é um handebolista profissional da Rússia.
Nos Jogos Olímpicos de 2000, em Sydney, Vyacheslav Gorpishin fez parte da equipe russa que sagrou-se campeã olímpica. Na edição seguinte, em Atenas 2004, conquistou a medalha de bronze.